# BRAVE JEWEL
『BRAVE JEWEL』（ブレイブ・ジュエル）は、2018年12月12日に発売されたRoseliaの7thシングルである。本作は前作『R』からは5ヶ月ぶりとなるリリースであった。
今作の表題曲である「BRAVE JEWEL」はテレビアニメ『BanG Dream! 2nd Season』オープニングテーマに起用され、2018年9月2日から11月25日までの土日祝に実施された「バンドリーマー感謝キャラバン」の配布CDに収録された同曲のフルサイズバージョンを音源化している。また、同日に発売されたPoppin'Partyの12thシングル『キズナミュージック♪』、RAISE A SUILENの1stシングル『R・I・O・T』との3タイトル同時購入特典としてカバー曲のゲームサイズバージョンを収録した『カバー曲(game size ver.)サンプラーCD』が配布された（CD収録曲はBanG_Dream!のディスコグラフィ#short ver. 3曲入りCDを参照）。 シングルには初回生産特典として、アナザージャケット1枚（全5種）および「BanG Dream! 7th☆LIVE」の先行抽選申込券が封入される。

## 製作
「BRAVE JEWEL」の作曲を担当した上松範康は、『バンドリ！』第2期制作発表会の中で、同楽曲はバトルアニメのようなイメージで製作したと話している。また、制作発表会に同席していたボーカル相羽あいなは激しい曲調とは裏腹に、応援ソングのような一面を併せ持っているのでは、とコメントした。「激ロック」におけるインタビューでRoseliaの面々は、本作「BRAVE JEWEL」をキャラクターそして自分たち演者の成長が表れた1作と表現している。また、物語の中ではキャラクターである湊友希那が本楽曲の作詞を手掛けた設定になっており、演じた相羽は冒頭の歌詞を引用しつつ、他人に対して穏健な態度を取るようになった友希那の性格の変化が反映されているのでは、と指摘している。

## 収録曲

### 生産限定盤・通常盤共通
全作詞：織田あすか（Elements Garden）、全編曲：藤永龍太郎（Elements Garden）
1. BRAVE JEWEL
  - 作曲：上松範康（Elements Garden）
2. Sanctuary
  - 作曲：藤永龍太郎
3. BRAVE JEWEL（instrumental）
4. Sanctuary（instrumental）

### Blu-ray（生産限定盤のみ）
- テレビアニメ『BanG Dream!  2nd Season』オープニングテーマ「BRAVE JEWEL」ノンクレジットVer.

## 反響・評価
『CDJournal』のレビュアーは「BRAVE JEWEL」について力強い1曲と形容し、「重厚なベース＆リズム・サウンドと優美なストリングス」によって構成されていると指摘した。「激ロック」のインタビュアー・宮﨑大樹はRoseliaの音楽性が反映された「スタイリッシュさと疾走感のあるサウンド」と述べ、歌詞については「聴き手を奮い立たせるような」内容と指摘した。
また、音楽配信サービス・ANiUTaは2019年冬に放送されたアニメ作品の主題歌における再生数ランキングを同年2月末に公開し、「BRAVE JEWEL」は4位を獲得している。